# Kjell Magne Bondevik
Kjell Magne Bondevik, född 3 september 1947 i Molde, Norge, är en norsk präst och politiker (kristdemokrat). Han var partiledare för Kristelig Folkeparti 1983–1995, kyrko- och undervisningsminister 1983–1986, utrikesminister 1989–1990, statsminister 1997–2000 och 2001–2005. Gift med Bjørg Bondevik (född Rasmussen). Brorson till Kjell Bondevik.

## Politisk karriär
Bondeviks första regering 1997–2000 var en mittenkoalition bestående av Kristelig Folkeparti, Senterpartiet och Venstre. Bondevik blev uppmärksammad över hela världen då han under en period var sjukskriven för utbrändhet. Regeringen lyckades länge, trots dåliga parlamentariska förutsättningar, manövrera mellan de stora partierna till vänster och höger men tvingades till sist avgå 2000. 

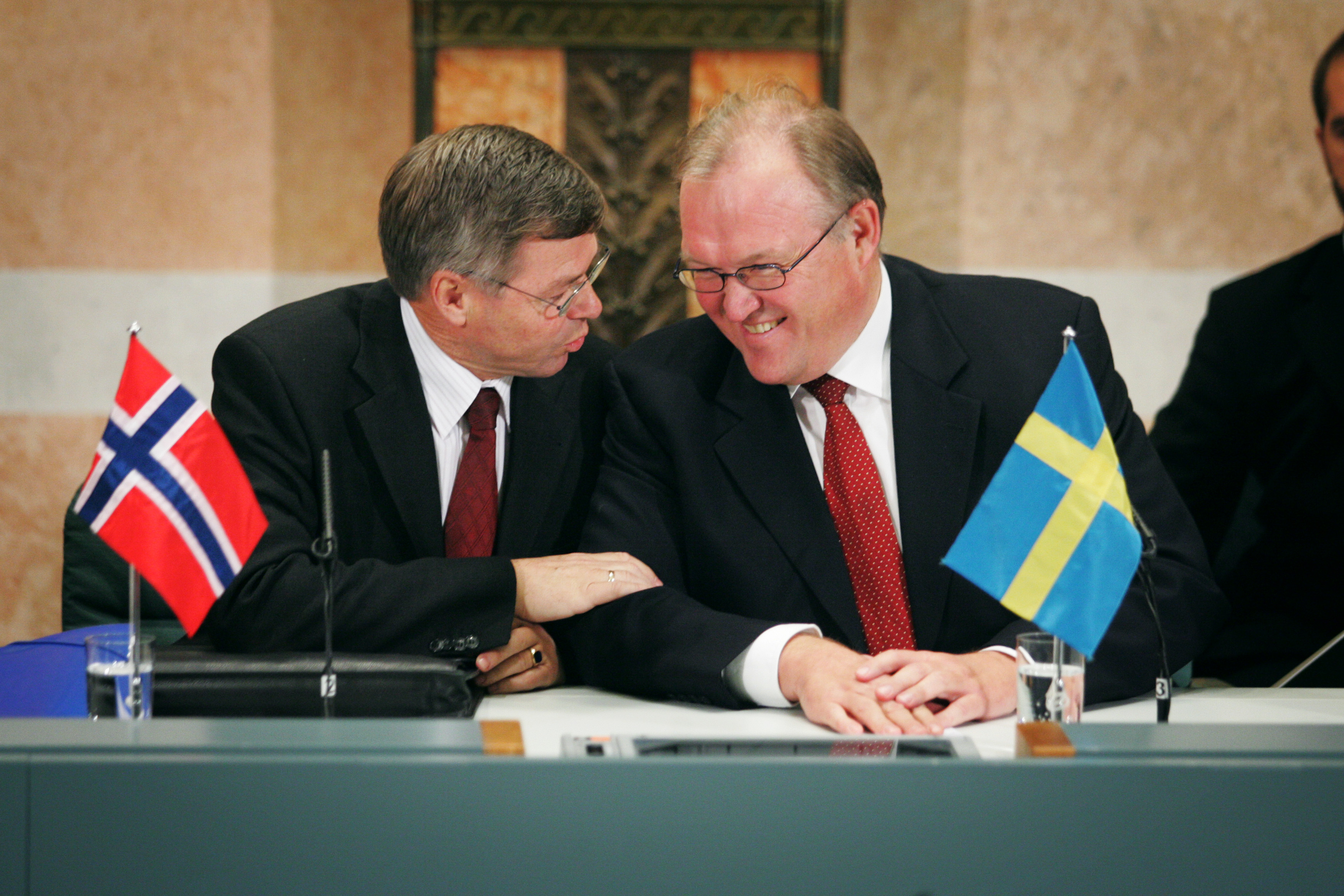
Kjell Magne Bondevik i samtal med den svenska statsministern Göran Persson under Nordiska rådets presskonferens i Stockholm, hösten 2004.

Efter ett ettårigt mellanspel med arbeiderpartiregeringen Regeringen Stoltenberg I återkom Bondevik som statsminister 2001 i Regeringen Bondevik II, nu i en mer högerinriktad koalition med Kristelig Folkeparti, Høyre och Venstre. Høyre var det klart största partiet i koalitionen, men KrF lyckades trots detta genomdriva att Bondevik skulle bli statsminister. Även den andra regeringen Bondevik var en minoritetsregering, och den måste oftast förlita sig på Fremskrittspartiet för att få en stortingsmajoritet bakom sig. Vid stortingsvalet 2005 förlorade regeringspartierna och Fremskrittspartiet sin majoritet. Bondevik avgick, och Jens Stoltenberg kunde återkomma som statsminister (Regeringen Stoltenberg II).

## Priser och utmärkelser
- Petter Dass-priset 1997